# نبرد مرج صفر (۶۳۴)

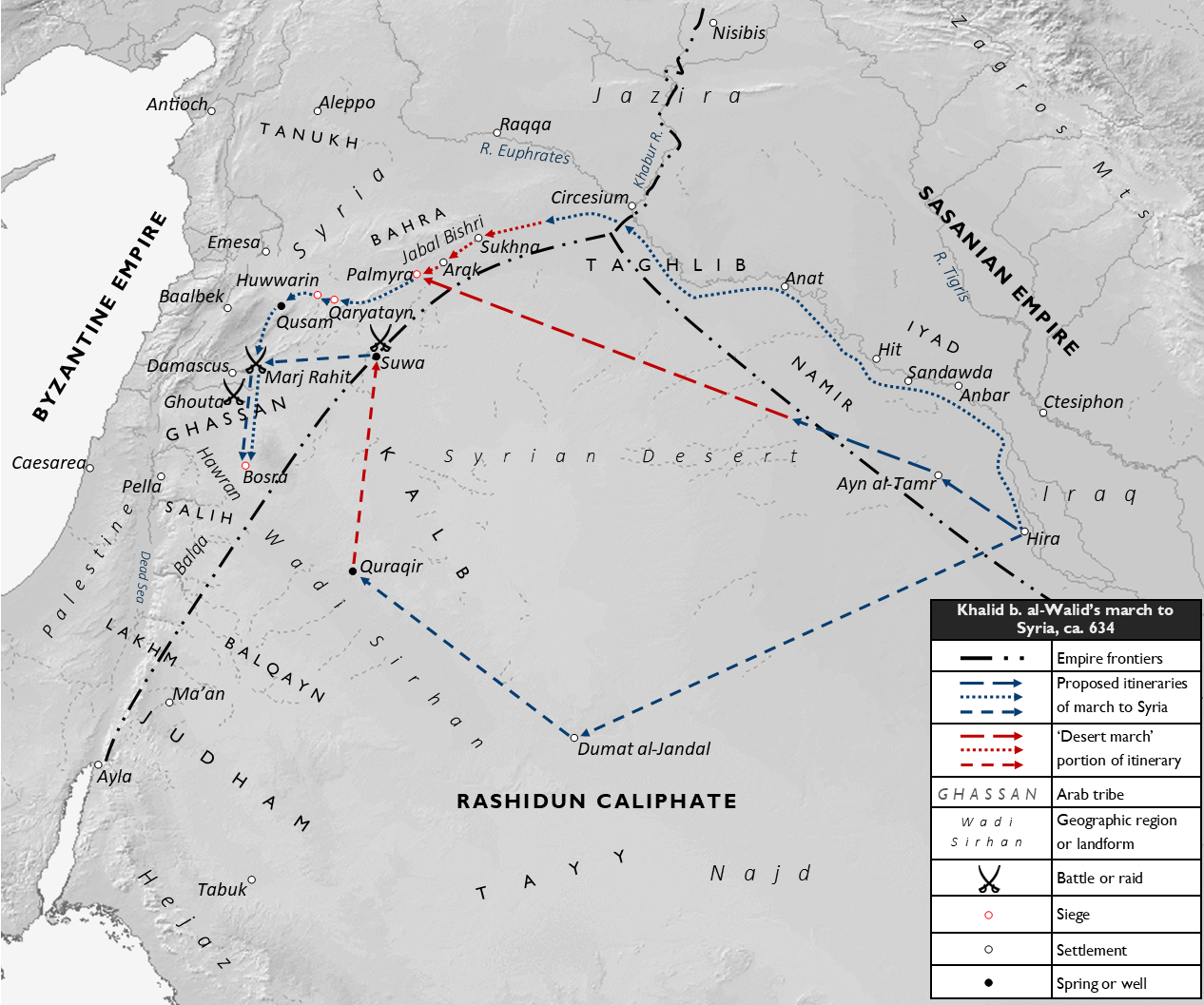
نقشه نبرد مرج صفر در سوریه و عراق امروزی

نبرد مرج صفر (به عربی: معركة مرج الصفر) نبردی بود بین ارتش مسلمانان و ارتش امپراتوری بیزانس که در قشهسال ۶۳۴ میلادی اتفاق افتاد. یکی از جنگ‌های فتح شام که با پیروزی مسلمانان به پایان رسید.